# 3 Pułk Ułanów Gwardii (Cesarstwo Niemieckie)
3 pułk ułanów Gwardii  (niem. 3. Garde-Ulanen-Regiment)  – pułk kawalerii niemieckiej okresu Cesarstwa Niemieckiego.

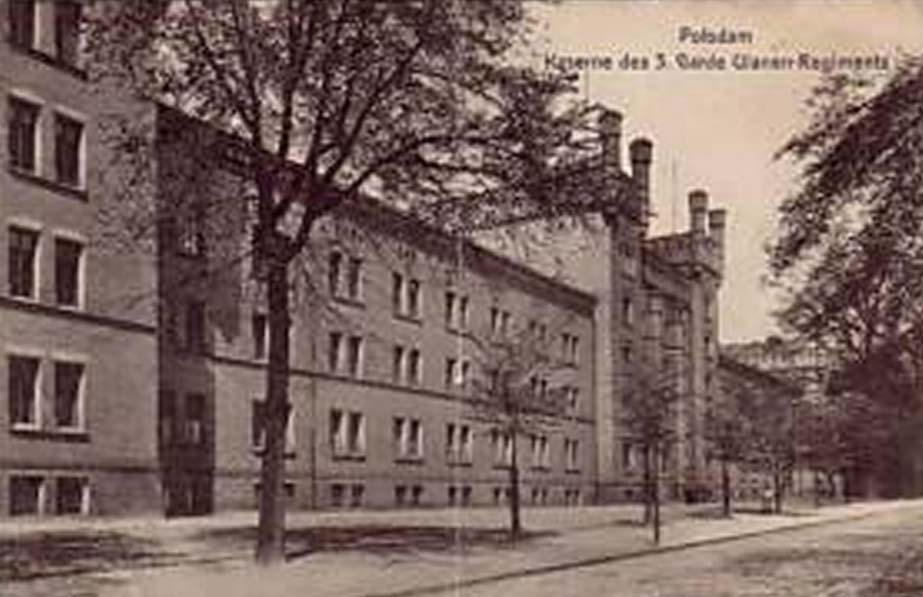
Koszary pułku

## Charakterystyka
Pułk został sformowany 17 maja 1860. Stacjonował w Poczdamie . Wchodził w skład Korpusu Gwardii .

 Wiosną 1914 był w strukturze 2 Brygady Kawalerii Gwardii z Dywizji Kawalerii Gwardii.

2 października 1916 oddział przeorganizowano w spieszony pułk kawalerii.